# میک ماس
میک ماس (به انگلیسی: Mick Moss)، خواننده و ترانه‌سرای انگلیسی است. او بیشتر به خاطر عضویت در گروه آنتی متر و همچنین خواننده همخوان در تک آهنگ شماره یک
«لبخند شکسته» شناخته می‌شود.

## حرفه موسیقی
ماس در سال ۱۹۹۵ پس از ناامیدی‌های بسیار در همکاری با گروه‌های پیشین (خود)، موسیقی را به‌صورت انفرادی آغاز کرد. ایده این بود که دیگر نمی‌توان یک عضو اصلی (گروه) را کنار گذاشت و پروژه (موسیقی) فعلی را خراب کرد.
در سال‌های ۹۶ تا ۹۸ میلادی، پروژه انفرادی ماس تغییرات زیادی در نام خود، که در ابتدا از نام The Reptile Brain’ به ‘Heavy Soul’ و در نهایت به Cloud One' تغییر یافت.
سبک موسیقی او در اوایل، موسیقی بی‌کلام آمیخته با سایکدلیک راک غلیظ و ترنس بود. ترکیب موسیقی و آواز ماس در سال ۱۹۹۶ منجر به تغییر جهت موسیقی ماس شد، تا جایی که سبک موسیقی به سمت دارک راک آکوستیک و ملودیک رفت.
در این دوره، او آهنگهای کلیدی چون "Over Your Shoulder" , "Saviour" , "Too Late" و "Angel" (بعدها مجدداً به "Angelic") نوشت و ضبط کرد.
آنتی متر در سال ۱۹۹۸ (پس از شکل‌گیری آناتما) پس از شنیدن دموهای ماس توسط دانکن پترسون که شباهت زیادی به آلبوم "آلترنتیو ۴" از آناتما داشت، شکل گرفت. نام گروه توسط پترسون انتخاب شد. اولین آلبوم آنها به نام "Saviour" در سال ۲۰۰۰ ضبط شد. آلبوم شامل قطعاتی است که به‌طور جداگانه توسط پترسون و ماس نوشته شده‌است. این روش نوشتن به تنهایی و سپس گردآوری
آهنگهای تکمیل شده در یک آلبوم تا دوره مشارکت پترسون در گروه ادامه یافت.
پترسون پس از انتشار سومین آلبوم به نام"Planetary Confinement" تصمیم گرفت که از گروه جدا شود زیرا معتقد بود که به اندازه کافی در آنتی متر بوده‌است.
علی‌رغم اتمام همکاری پترسون در آلبوم‌های قبلی، ماس با نام گروه ادامه داد. نگارش و انتشار کل آلبوم چهارم، "Leaving Eden" و ادامه تور در اجرای آهنگهای آنتی متر به صورت انفرادی ادامه یافت.
در سال ۲۰۰۸، میک لیبل ضبط خود با نام "Music In Stone" را تأسیس کرد و Antimatter's Live@An Club را منتشر کرد. ماس از سال ۲۰۰۹ تا ۲۰۱۰، کتاب ۱۰۰ صفحه ای صوتی خود را تحت عنوان "Alternative Matter" و مستند ۳۰ دقیقه ای با نام "The Small Yesterdays" را منتشر کرده‌است.

## ترانه‌شناسی
۲۰۰۲ – Antimatter – Saviour

۲۰۰۳ – Antimatter – Lights Out
۲۰۰۳ – Antimatter – Live @ K13

۲۰۰۴ – V/A – The Lotus Eaters, A Tribute To Dead Can Dance

۲۰۰۴ – Antimatter – Unreleased 98-03 (Internet Release only)

۲۰۰۵ – Antimatter – Planetary Confinement

۲۰۰۷ – Antimatter – Leaving Eden

۲۰۰۹ – The Last Embrace – Aerial

۲۰۰۹ – Antimatter – Live @ An Club

۲۰۱۰ – Antimatter – Alternative Matter CD/DVD

۲۰۱۲ – Fourteen Twentysix – In Halflight Our Soul Glows

۲۰۱۲ – The Beautified Project – Broken Smile (Single)

۲۰۱۲ – Antimatter – Fear of a Unique Identity

۲۰۱۲ – The Beautified Project – Unplugged at Puppet Theater

۲۰۱۳ – Eudaimony – Futile

۲۰۱۳ – The Beautified Project – United We Fall

۲۰۱۳ – Tim Fromont Placenti – Original Sadtrack From The Cinnamon Screen

۲۰۱۴ – Antimatter – Too Late (Single)

۲۰۱۴ – Sleeping Pulse – Under The Same Sky
۲۰۱۵ - Antimatter - Timeline (Compilation)

۲۰۱۵ - Antimatter - The Judas Table

۲۰۱۶ - Antimatter - Welcome To The Machine (Single)

۲۰۱۶ – Trees of Eternity – Hour Of The Nightingale

۲۰۱۷ - Antimatter - Live Between The Earth & Clouds DVD/CD

۲۰۱۷ - Painted Black - Raging Light

۲۰۱۷ – Antimatter – Leaving Eden (10th Anniversary 2-Disc Edition)

۲۰۱۸ - Gleb Kolyadin - Gleb Kolyadin

۲۰۱۸ - Antimatter - Black Market Enlightenment

۲۰۱۸ - Antimatter - Between The Atoms (Single)

۲۰۱۸ - The Beautified Project - Black Wooden Nest (Single)

۲۰۱۹ - Antimatter - An Epitaph

۲۰۲۰ - Oceans of Slumber - Oceans of Slumber

۲۰۲۱ - Michal Lapaj - Are You There

۲۰۲۱ - Clouds - Despartire